# Saint-Adelphe
Ne doit pas être confondu avec Saint-Adolphe.
Saint-Adelphe est une municipalité de paroisse située dans la municipalité régionale de comté de Mékinac, en Mauricie, au Québec (Canada).

## Toponymie
Vers 1880, les ancêtres des Adelphiens et Adelphiennes, qui sont d'abord des bûcherons, défrichent les rives de la rivière Batiscan, en Mauricie, à une soixantaine de kilomètres au nord-est de Trois-Rivières. Ils étaient originaires, pour la plupart, de Saint-Stanislas.
En 1885, au moment  de l'érection canonique de la paroisse de Saint-Adelphe, monseigneur Louis-François Richer Laflèche, évêque de Trois-Rivières souhaitait rendre hommage au curé de Sainte-Anne-de-la-Pérade (1852-1882), Louis-Édouard-Adolphe Dupuis (1823-1893), qui avait marqué l'emplacement de l'église. Le martyrologe romain ne comptant pas de saint Adolphe, il choisit Adelphe de Metz, évêque et confesseur, dont la fête religieuse est célébrée le 29 août, et dont le patronyme ne se distingue que par une voyelle. Cette explication, avancée par Pierre-Georges Roy, n'est pas très convaincante considérant qu'il y a au moins un saint du nom d'Adolphe, Adolphe d'Osnabrück (1216-1224).
Le bureau de poste est établi en 1891 sous le nom de « Saint-Adelphe-de-Champlain ». Saint-Adelphe fut d'abord connu sous le nom de « Pierre-Paul », du nom de la rivière Pierre-Paul, tributaire de la rivière Batiscan, .

## Histoire
Un des premiers résidents, un certain Jeanot(te) demeurait près de la rivière Batiscan, aux chutes du Manitou. Monsieur Jeanot s’enregistre comme indien lors du recensement de 1861. Près des chutes Manitou, au début des années 1860, on retrouve quelques familles, dont des Veillette, Asselin, Carpentier, Thivierge, Lambert, Baillargeon, Charest, Gervais, Perron, Lafontaine, Baribeau et Lavigueur dit Brouillet.
Lors de l’installation des premiers colons, l’agriculture servait seulement à subvenir aux besoins des familles. On semait surtout du blé, de l’avoine, du seigle, des pois, du maïs et du tabac, la moitié du terrain restait en jachère. On élevait du bétail, et plus tard des cochons, des chevaux et des moutons. La traite des fourrures représentait un revenu d’appoint important pour les colons jusqu’au début des années 1800, car l’agriculture ne suffisait pas à nourrir son monde.
Le village, tel que connu aujourd’hui, a été constitué vers la fin du 19e siècle. La municipalité de Saint-Adelphe a été colonisée par voie d’eau, son défrichement a cessé dans les années 1930.
Sur la rivière Batiscan, la drave aurait commencé vers 1852, lors de l’ouverture des premières concessions forestières en Batiscanie par la William Price & Company, seule compagnie à exploiter les Laurentides batiscanaises. Le prélèvement de pins blancs (Pinus strobus L.) était énorme et ils étaient expédiés en Grande-Bretagne. Dans les années 1920-1930, le bois était destiné aux scieries,.
La devise de la municipalité est « Fidèle à son devoir ».

### Héraldique
| Fidèle à son devoir |
| ------------------- |

| L'écu de Saint-Adelphe se blasonne ainsi : De gueules au chevron d’or chargé d’une fleur de lis d’azur, accompagné en chef à dextre d’un sautoir formé de trois tiges de blé et d’une hache d’or en position libre et à senestre d’une croix latine d’or. À la pointe d’argent, un arbre arraché de sinople posé sur deux fasces ondées d’azur. |

### Chronologie municipale

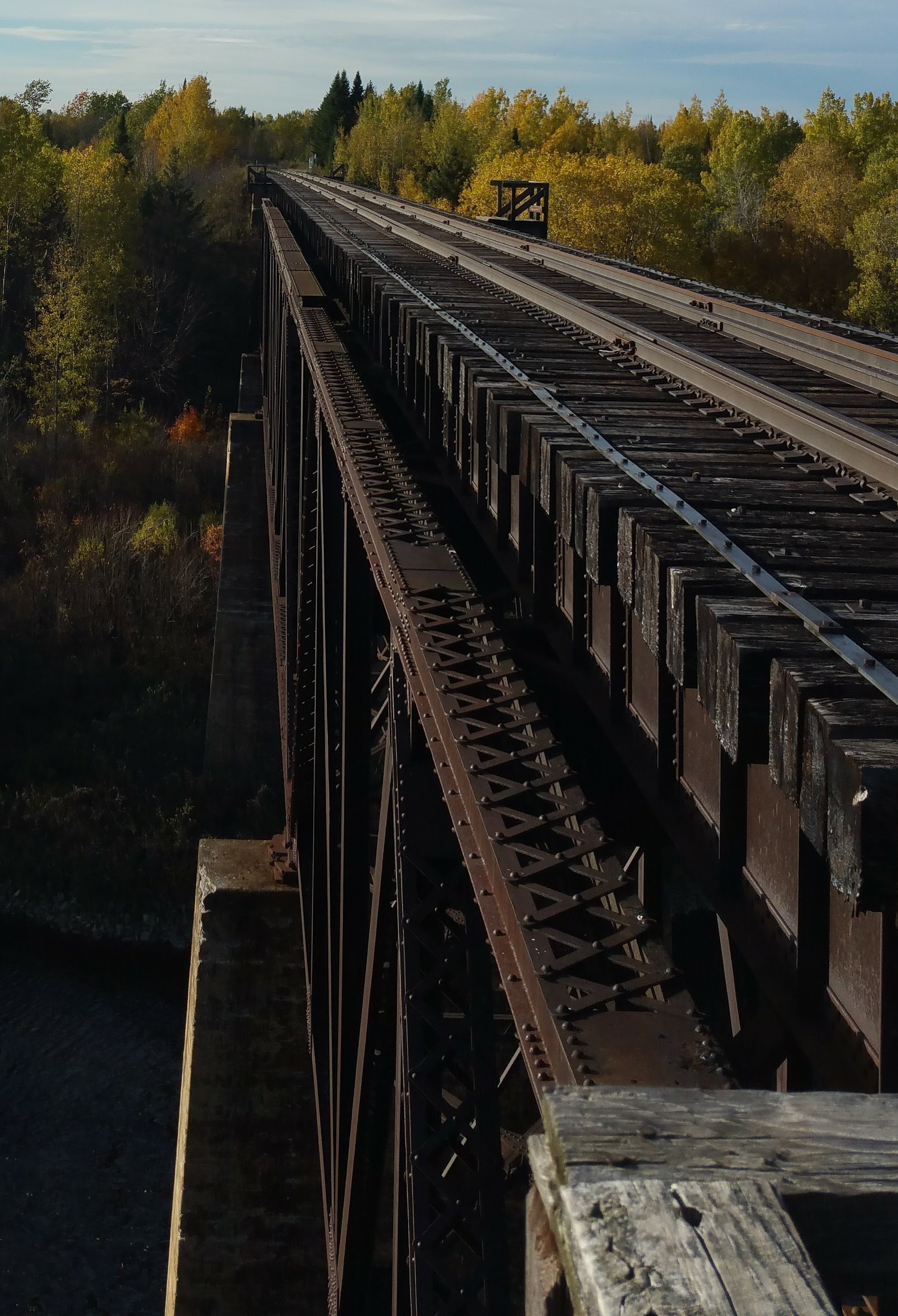
Pont ferroviaire du Canadien National enjambant la rivière Batiscan à Saint-Adelphe.

- 1891 (2 juillet) - Érection civile de la municipalité de Saint-Adelphe. Le territoire qui lui est attribué comprend 186 arpents et 5 perches de front, sur une profondeur de 216 arpents. La première réunion du Conseil municipal s'est tenue le 21 septembre 1891 et le premier maire a été Narcisse Roberge.
- En 1893, un bac est fabriqué pour relier les deux rives de la rivière Batiscan au coût de 30 $. Le tarif du traversier est fixé à 0,80 $ par famille pour un an; 0,10 $ par voiture pour les non-abonnés ou non-résidents ou 0,01 $ par piéton
- En 1912, P.N. Chaillez de Saint-Stanislas a construit un premier pont à péage sur la rivière Batiscan.
- En 1912, construction d'un premier aqueduc en fer galvanisé au village.
- 1921 - Abolition du péage sur le pont de la rivière Batiscan.
- 1923 - Arrivée de l'électricité. La municipalité avait adopté le règlement concernant la vente et le service d'électricité le 3 avril 192l.
- 1924 - Construction du nouveau pont couvert (en bois) sur la rivière Batiscan, au coût de 16 000 $ (assumé à 50% par la municipalité et 50% par le gouvernement) d'une longueur de 338 pieds, comportant un seul pilier central. Le contremaître des travaux, Victor Desmarais, fait construire le pont en plein hiver en seulement 21 jours[8]. Ce pont couvert comportait un trottoir piétonnier sur le côté sud-est.
- 1925 - Construction en bois du nouveau pont couvert sur la rivière Pierre-Paul, presque à son embouchure, qui se déverse dans la rivière Batiscan.
- 1927 - Aménagement d'une bâtisse pour les pompes à incendie, lances, citerne, costumes. Elle a été érigée sur la rue de la Chapelle, puis a été reconstruite sur la rue Principale.
- 1929 - Fondation de la Caisse populaire.

## Géographie
L'usage inclus Saint-Adelphe dans la Batiscanie, nom vernaculaire pour désigner la région.

## Démographie
| 1991  | 1996  | 2001 | 2006  | 2011 | 2016 | 2021 |
| ----- | ----- | ---- | ----- | ---- | ---- | ---- |
| 1 047 | 1 014 | 962  | 1 013 | 952  | 922  | 922  |

Dans la municipalité, il y a 440 logements privés occupés par des résidents habituels sur un total de 597 logements existants.

### Langues
- L'anglais comme première langue: 4 %
- Le français comme première langue: 95 %
- L'anglais et le français comme première langue: 0 %
- Autre comme première langue: 1 %

## Administration
Les élections municipales se font en bloc pour le maire et les six conseillers.
| Saint-Adelphe Maires depuis 2001                                                                                     |                |         |          |
| Élection | Maire          | Qualité | Résultat |
| 2001 | Paul Labranche |         | Voir     |
| 2005 | Paul Labranche | Voir    |          |
| 2009 | Paul Labranche | Voir    |          |
| 2013 | Paul Labranche | Voir    |          |
| 2017 | Paul Labranche | Voir    |          |
| 2021 | Paul Labranche | Voir    |          |
| Élection partielle en italique Depuis 2005, les élections sont simultanées dans toutes les municipalités québécoises |                |         |          |

## Galerie

Patrimoine bâti
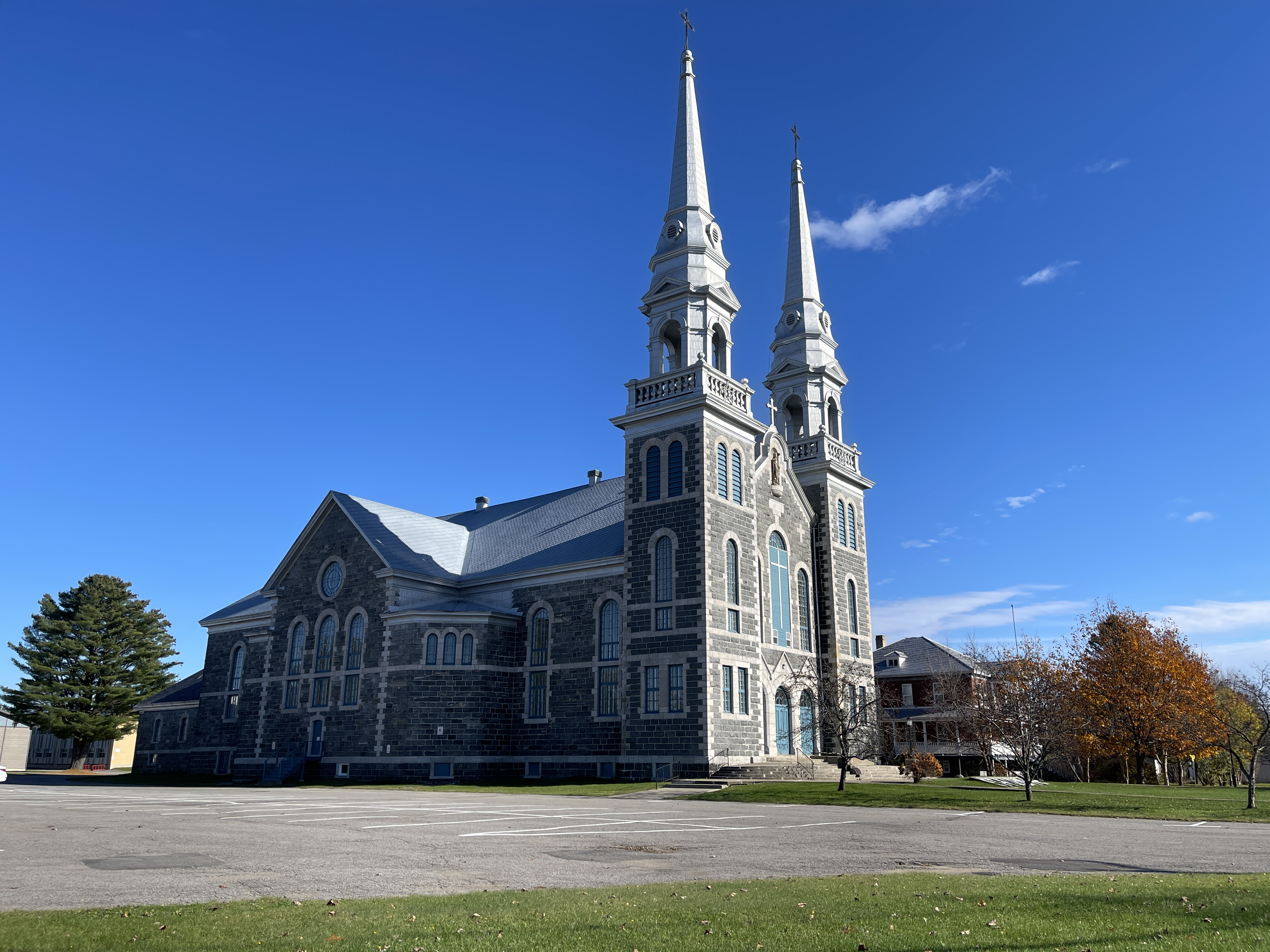
Église de la paroisse Saint-Cœur-de-Marie, rue Baillargeon.
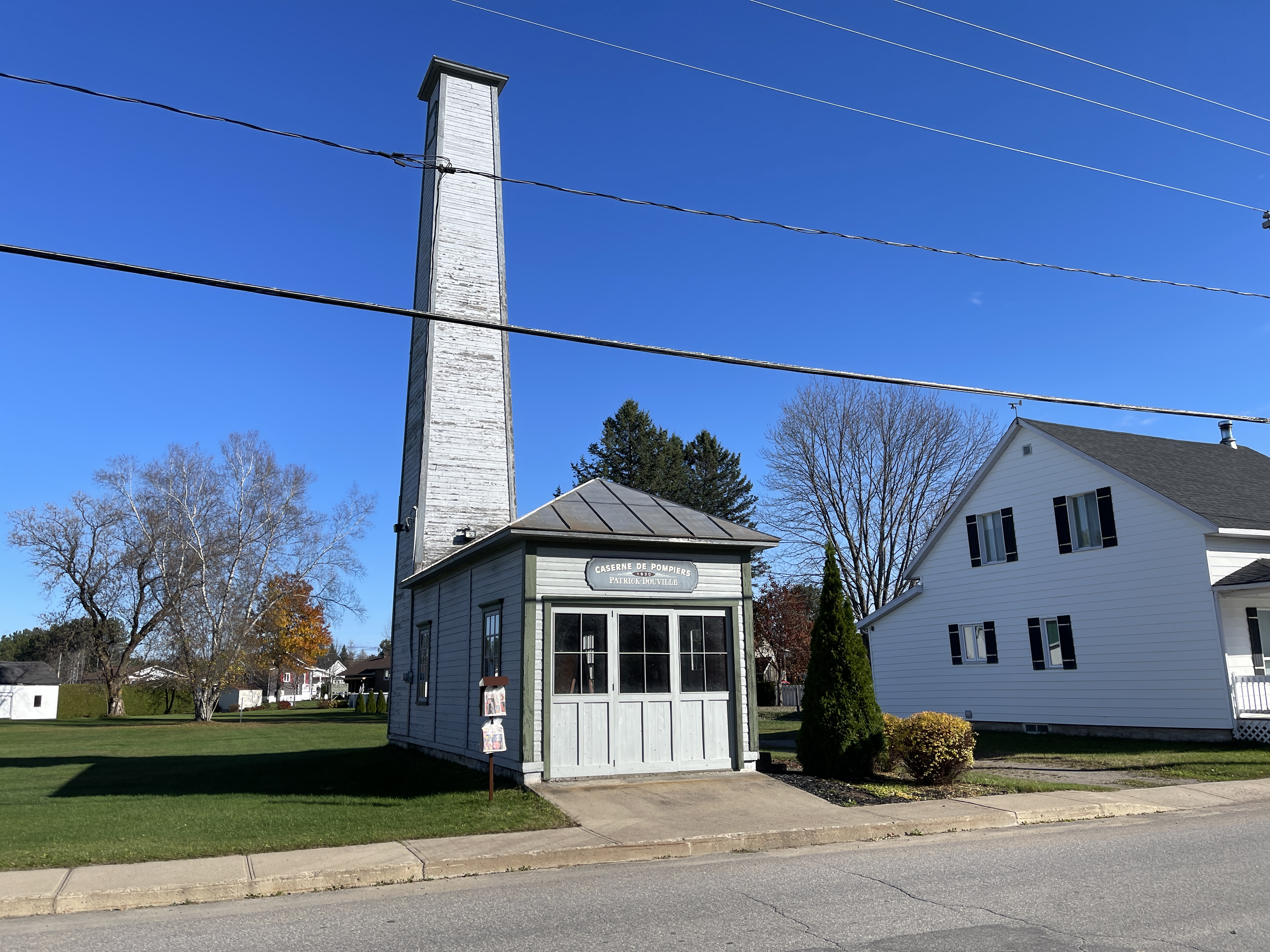
Caserne de pompier Patrick-Douville (1930), rue Principale.
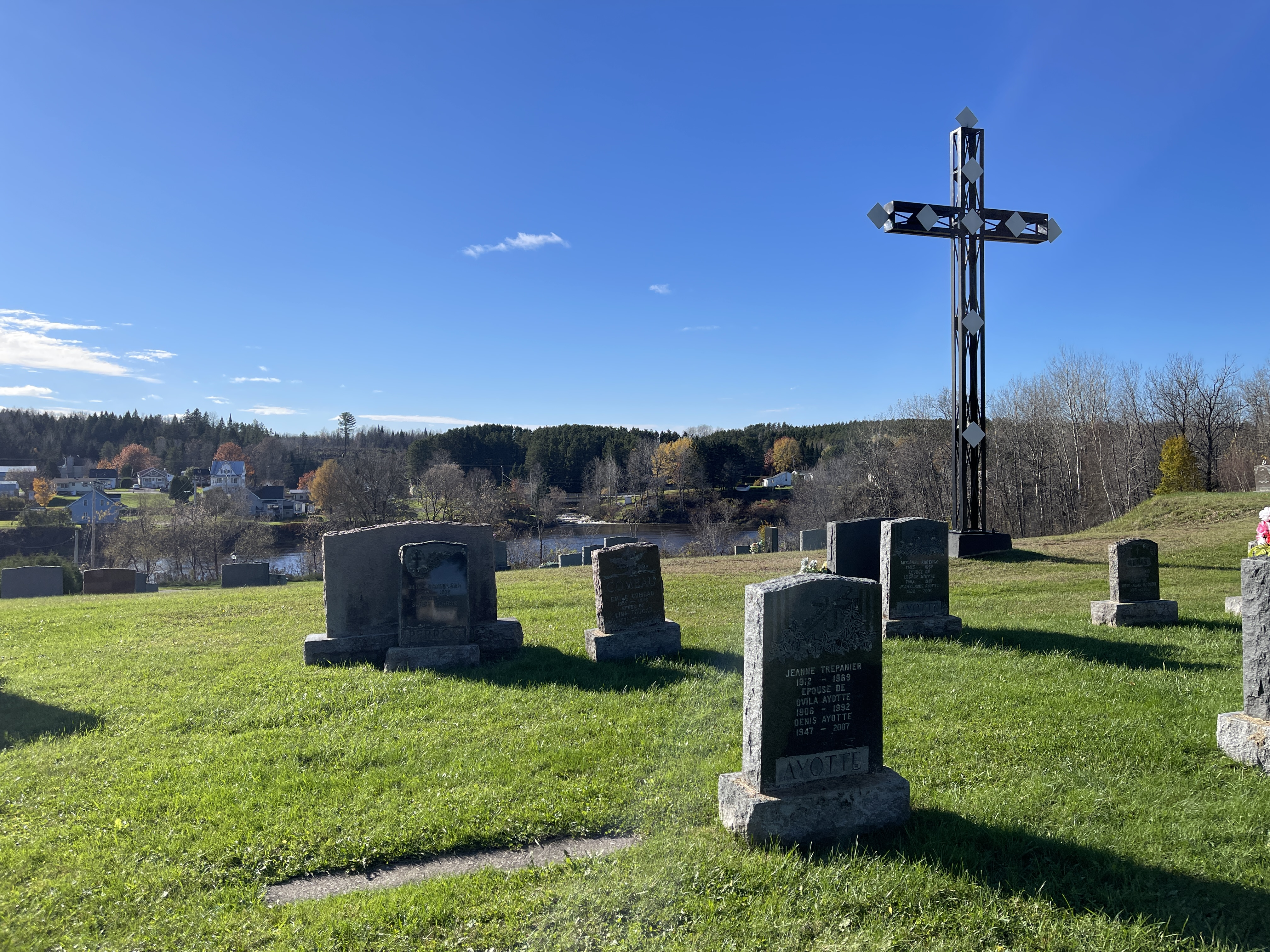
Cimetière Curé-Adélard-Lamy, rivière Batiscan, embouchure de la rivière Pierre-Paul et pont P01548 sur la route 352.
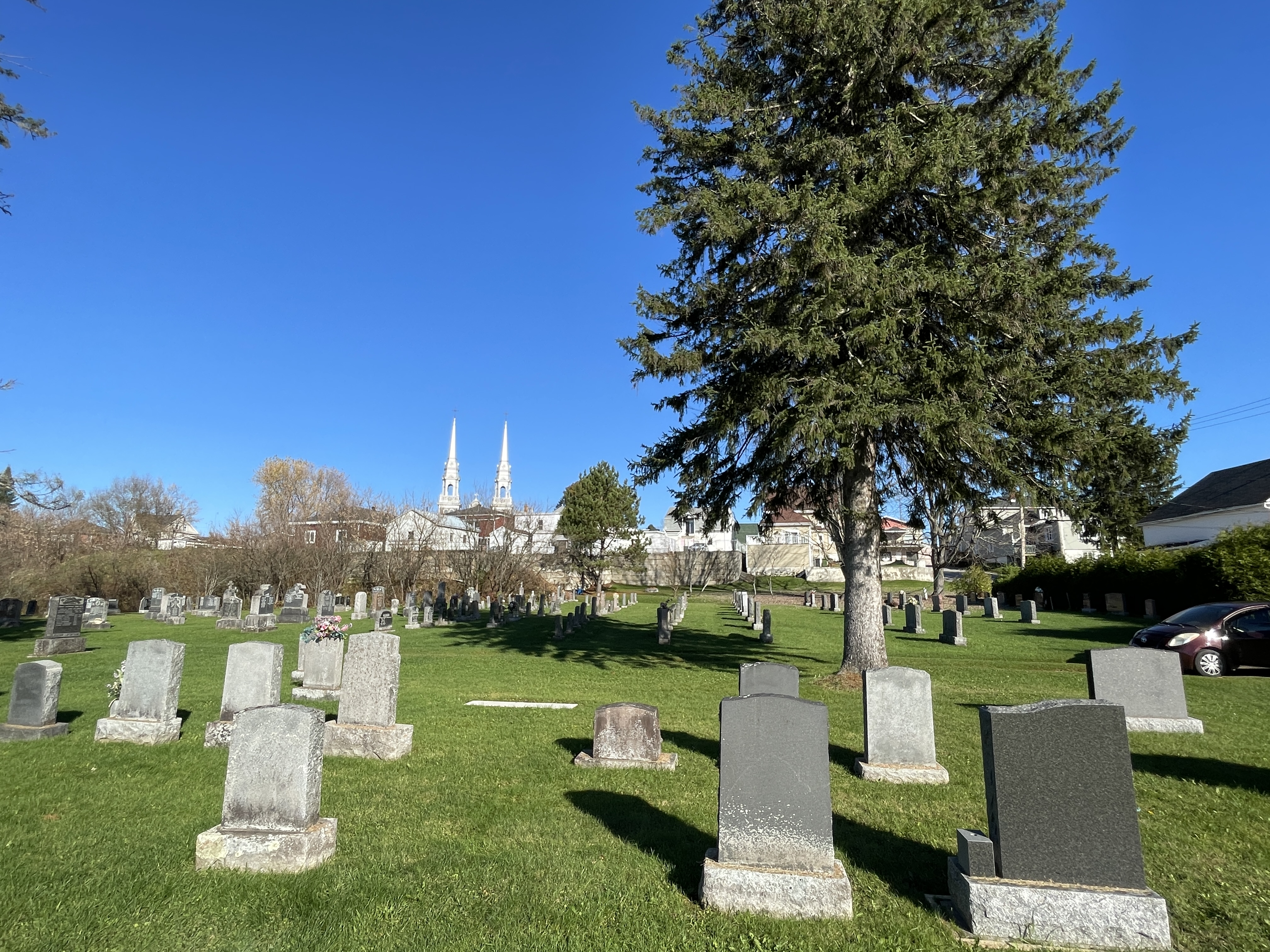
Cimetière Curé-Adélard-Lamy, flèches des clochers de l’église catholique, le village.
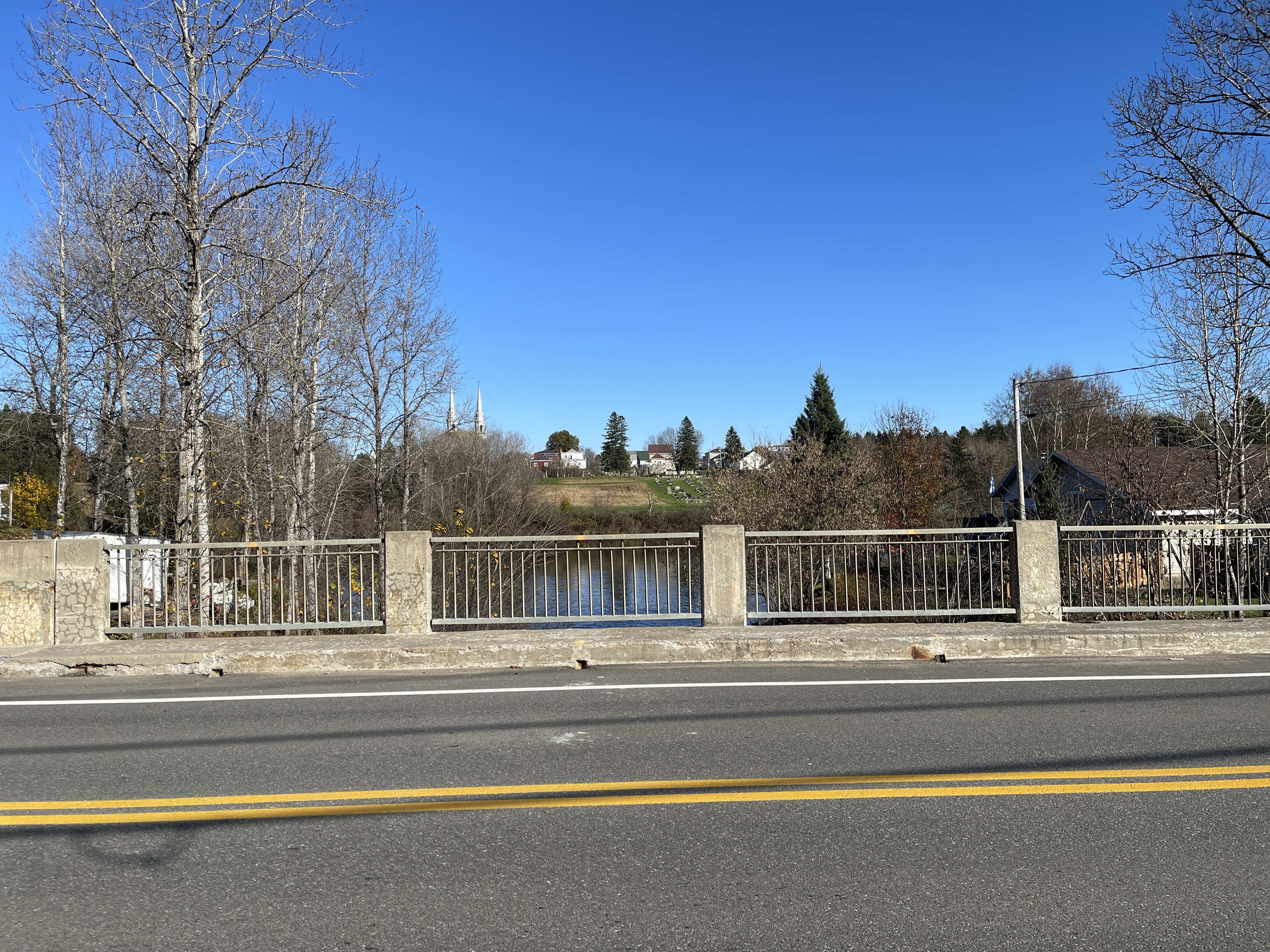
Route 352, pont P01548 à poutres en béton armé (1950)[12], rivière Batiscan à l’embouchure de la rivière Pierre-Paul.

Rivières et ruisseaux
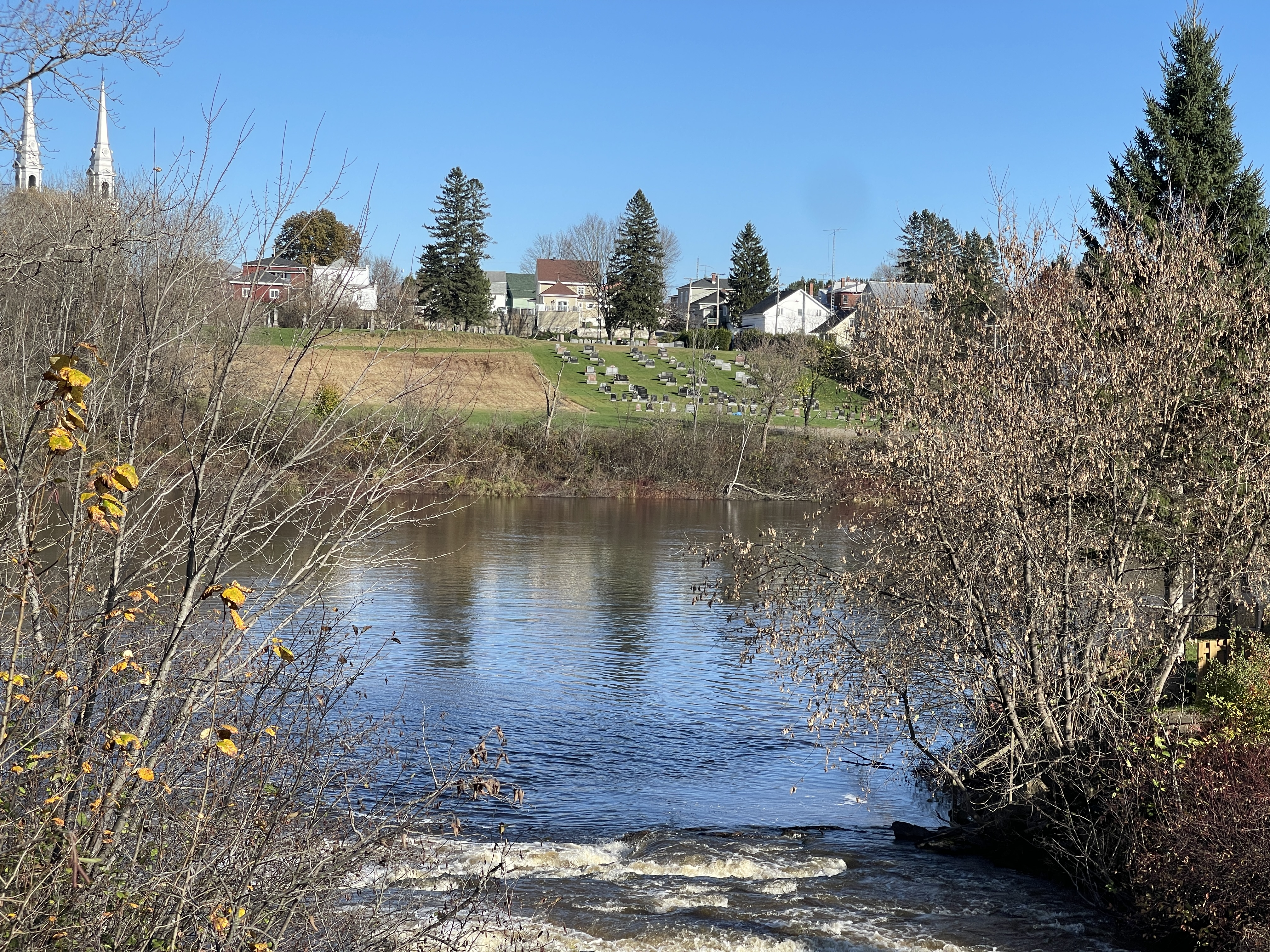
Embouchure de la rivière Pierre-Paul, rivière Batiscan, flèches des clochers de l’église catholique, village, champ cultivé, cimetière Curé Adélard-Lamy, du pont P01548 à poutres en béton armé (1950)[12], route 352.
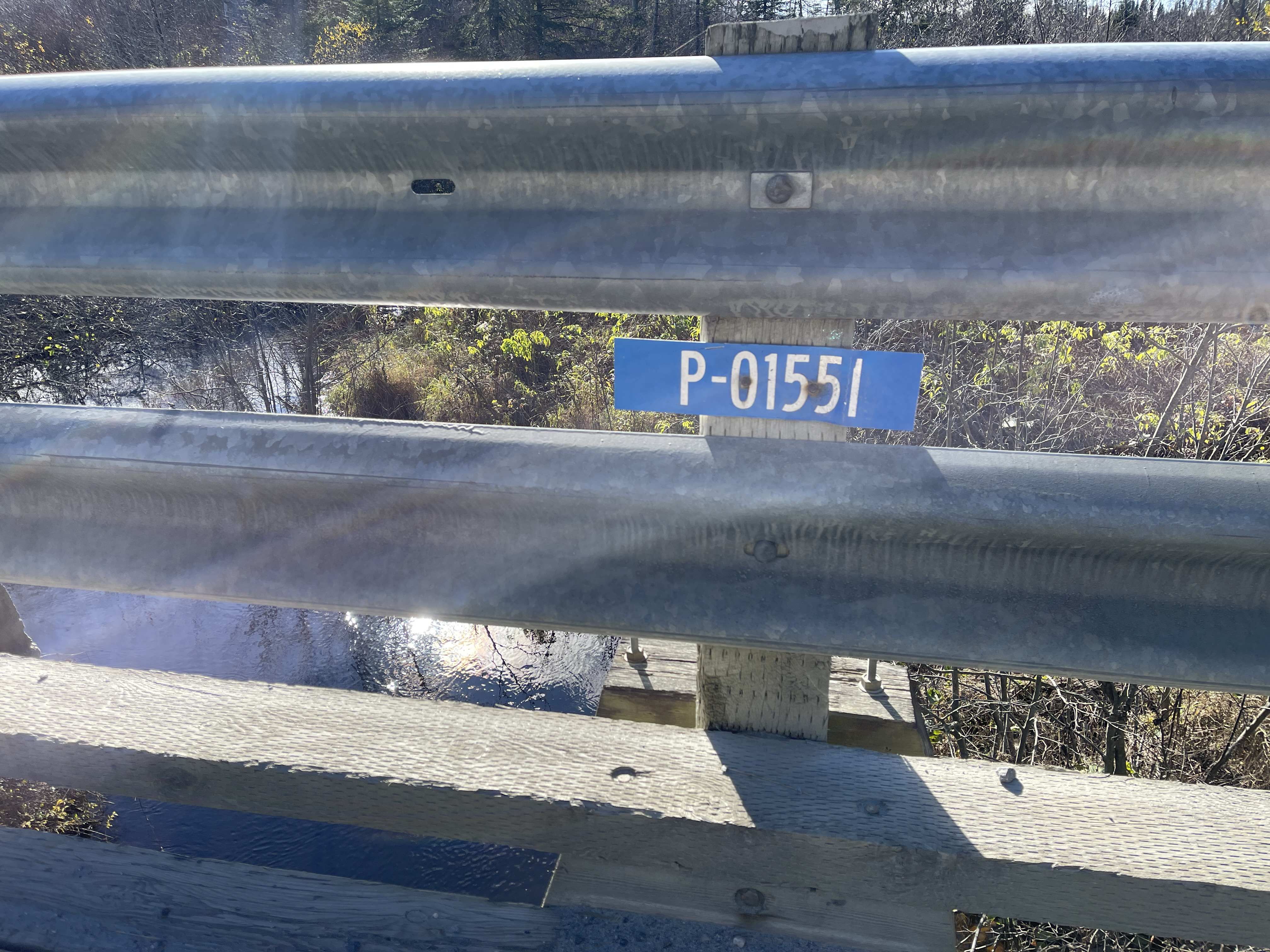
Panneau sur le pont P01551, ruisseau Ayotte, rang Price[12]`
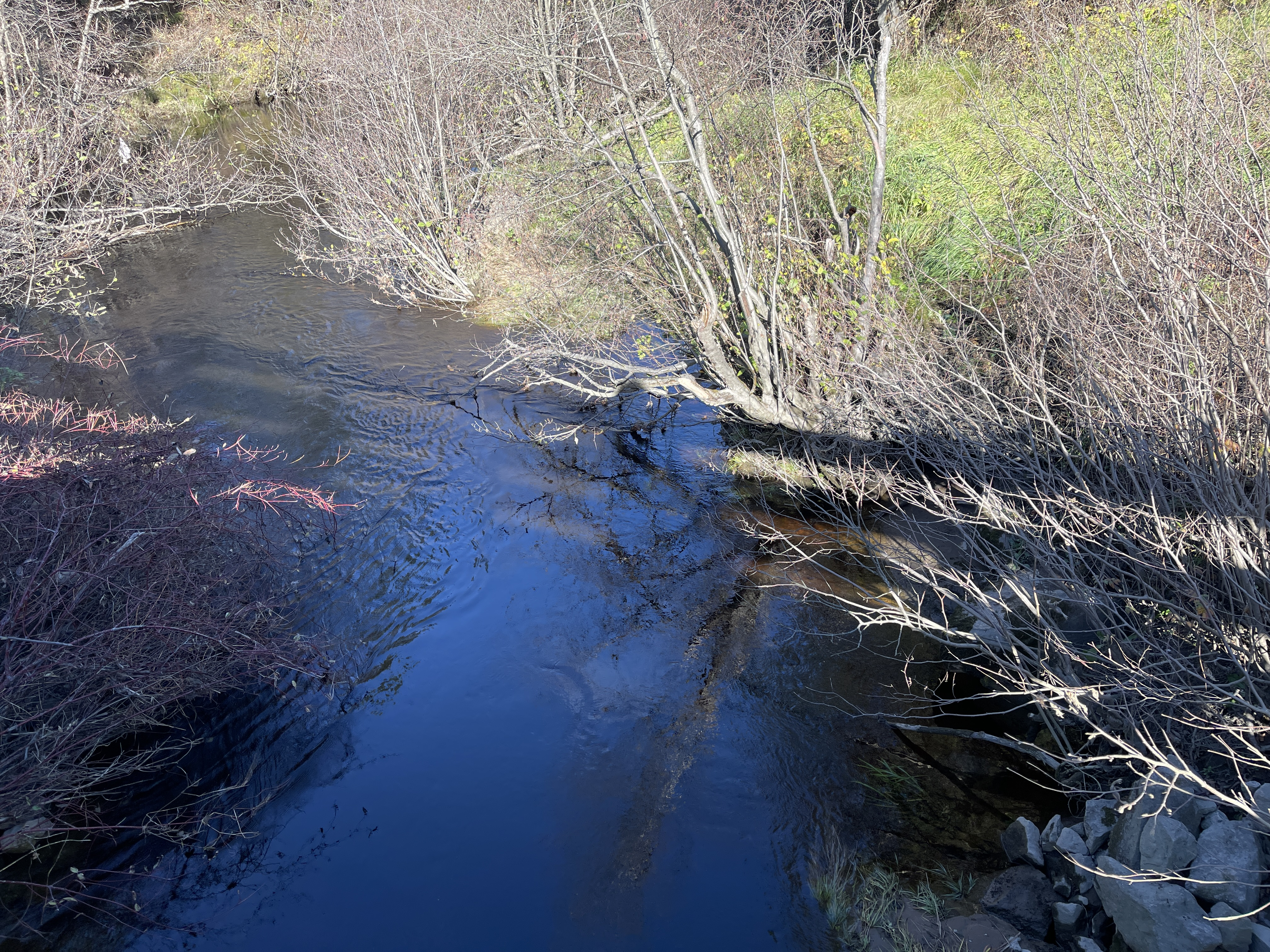
Ruisseau Ayotte, du pont P01551, rang Price
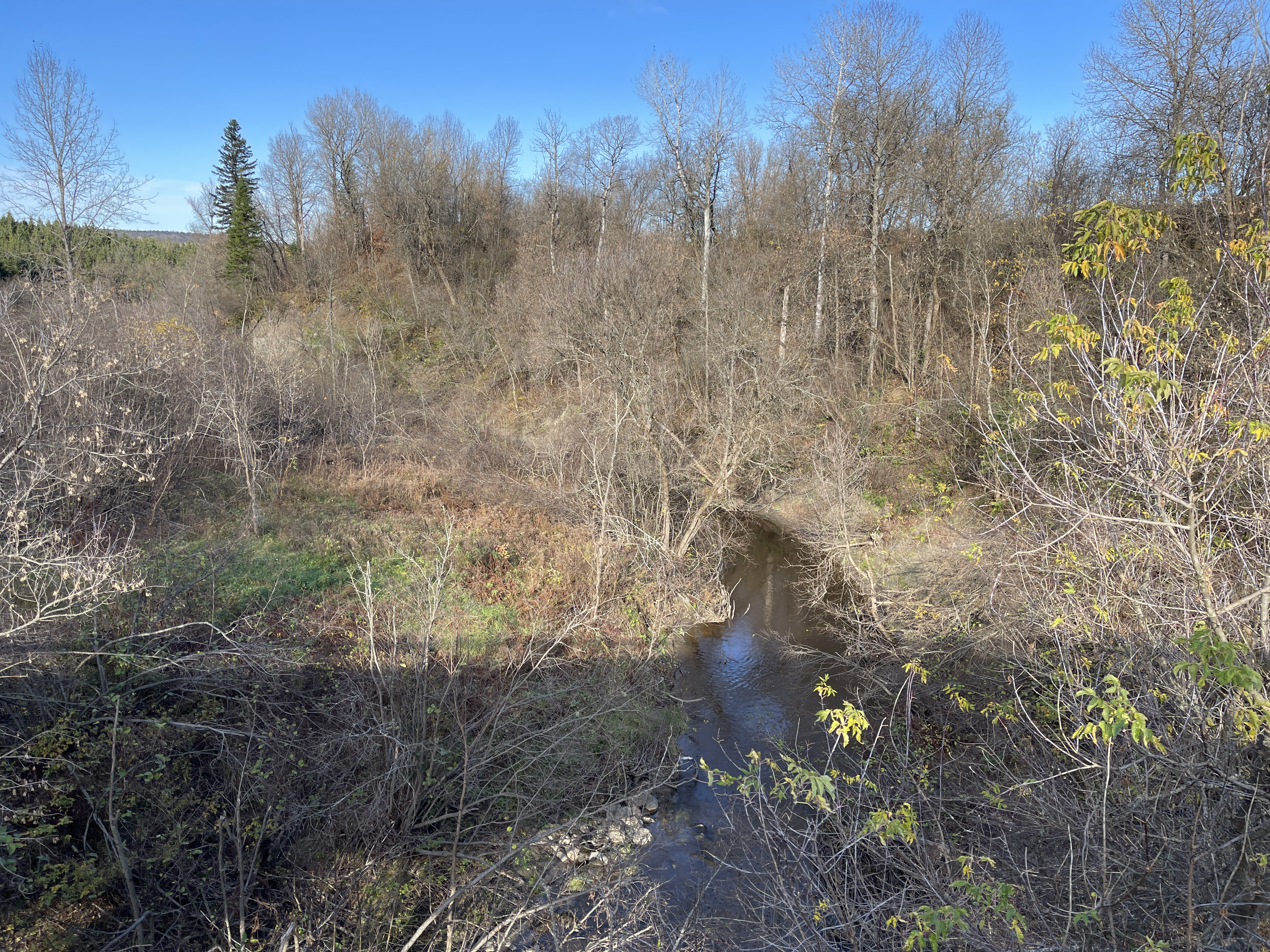
Ruisseau Bras Fanfan, du pont P-06222, rang Saint-Paul[12]` [14].
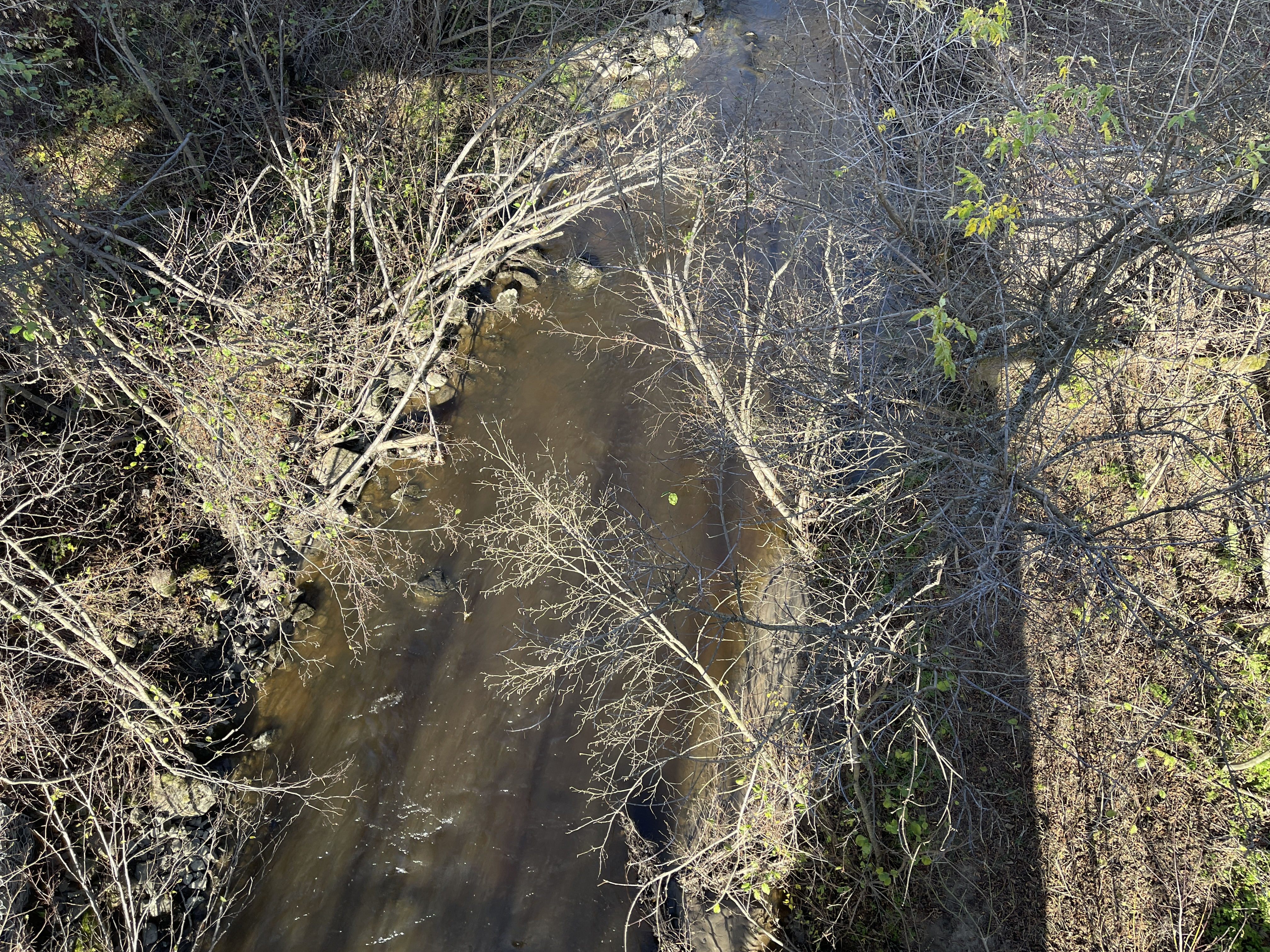
Embouchure de la rivière, rivière Batiscan, du pont P01548 à poutres en béton armé (1950), route 352.

Cœur battant de Saint-Adelphe
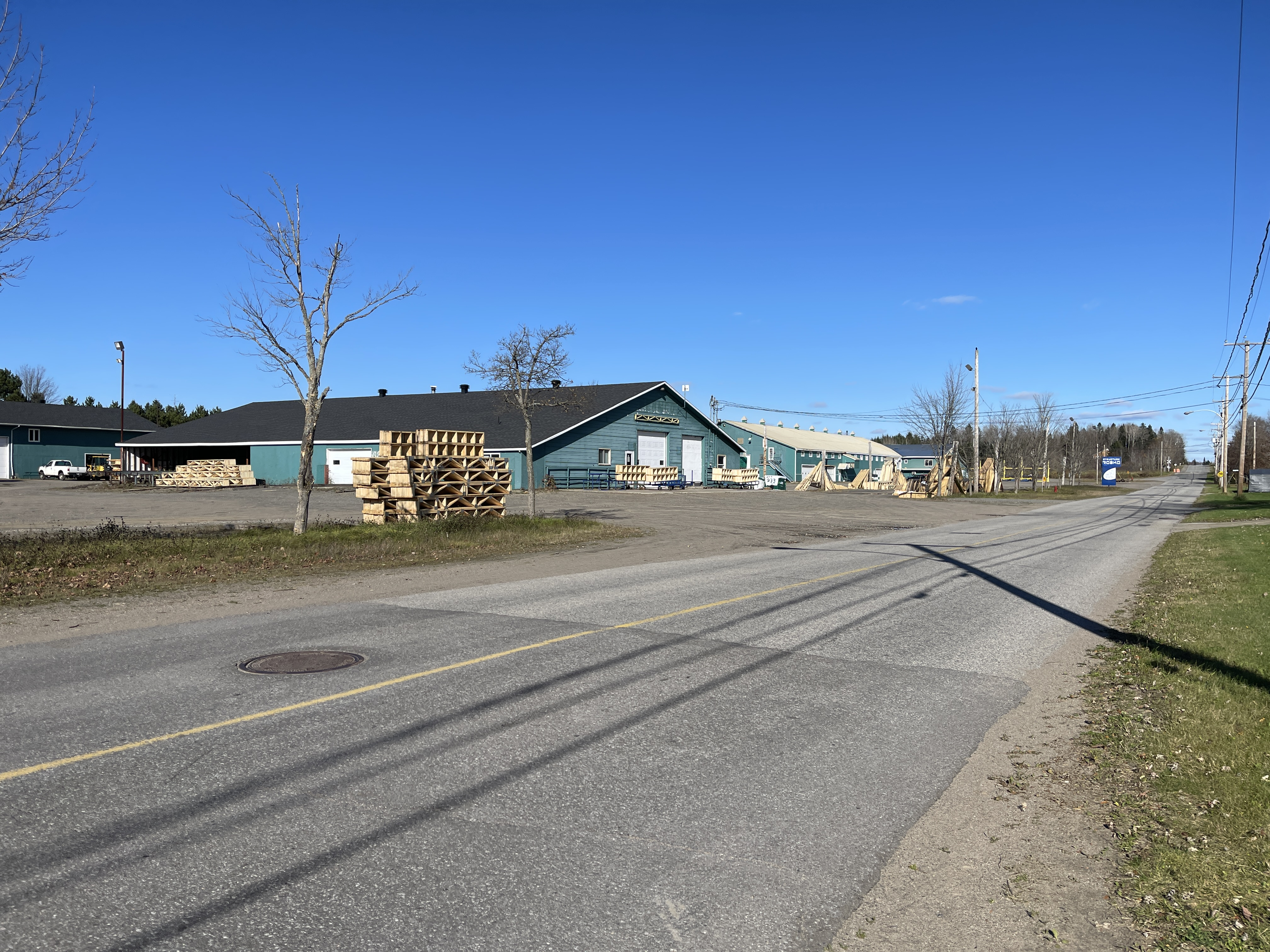
Structure Robko, rue du Moulin.
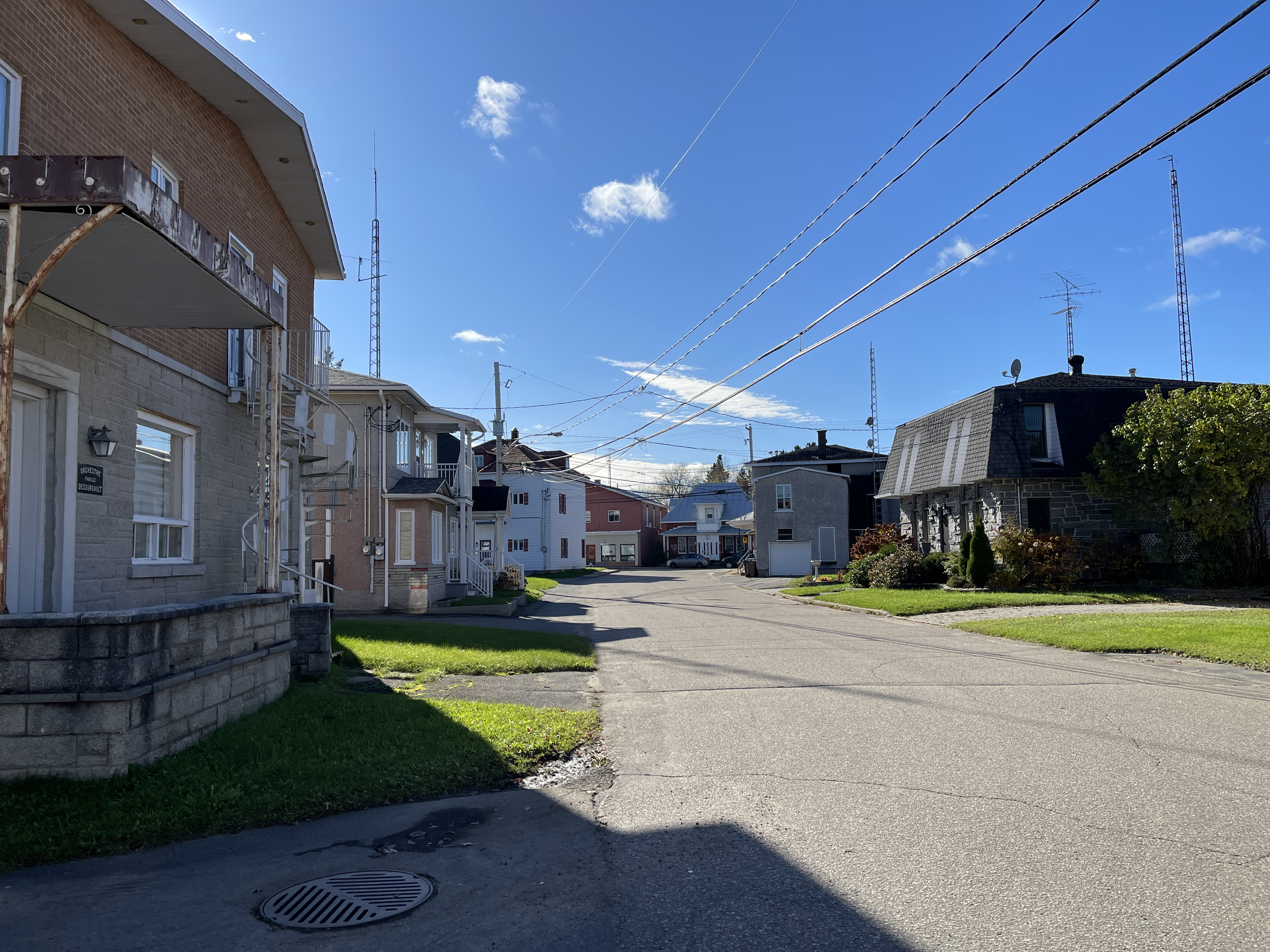
Coin des rues Cossette et de la Station.
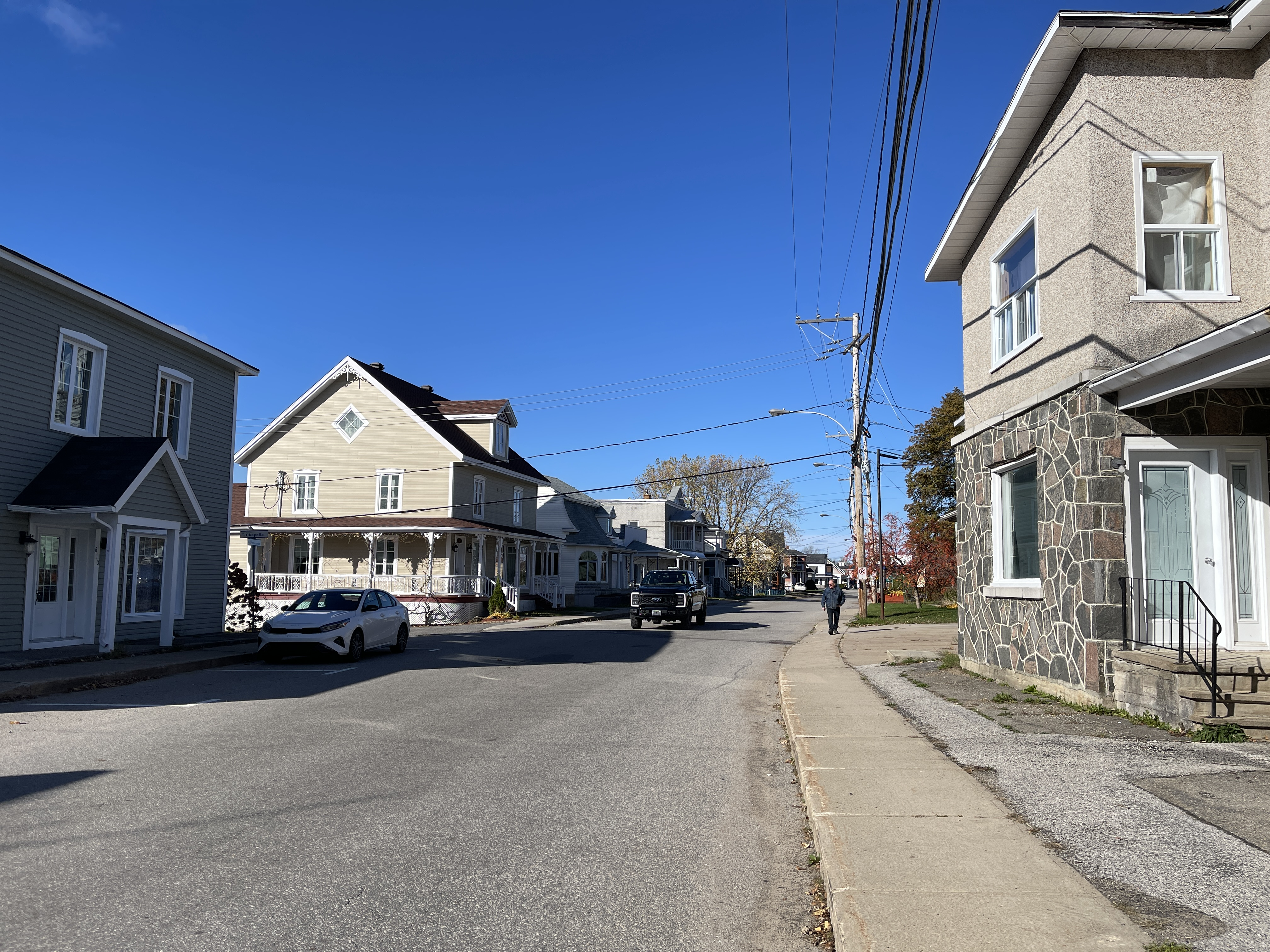
Rue Principale.
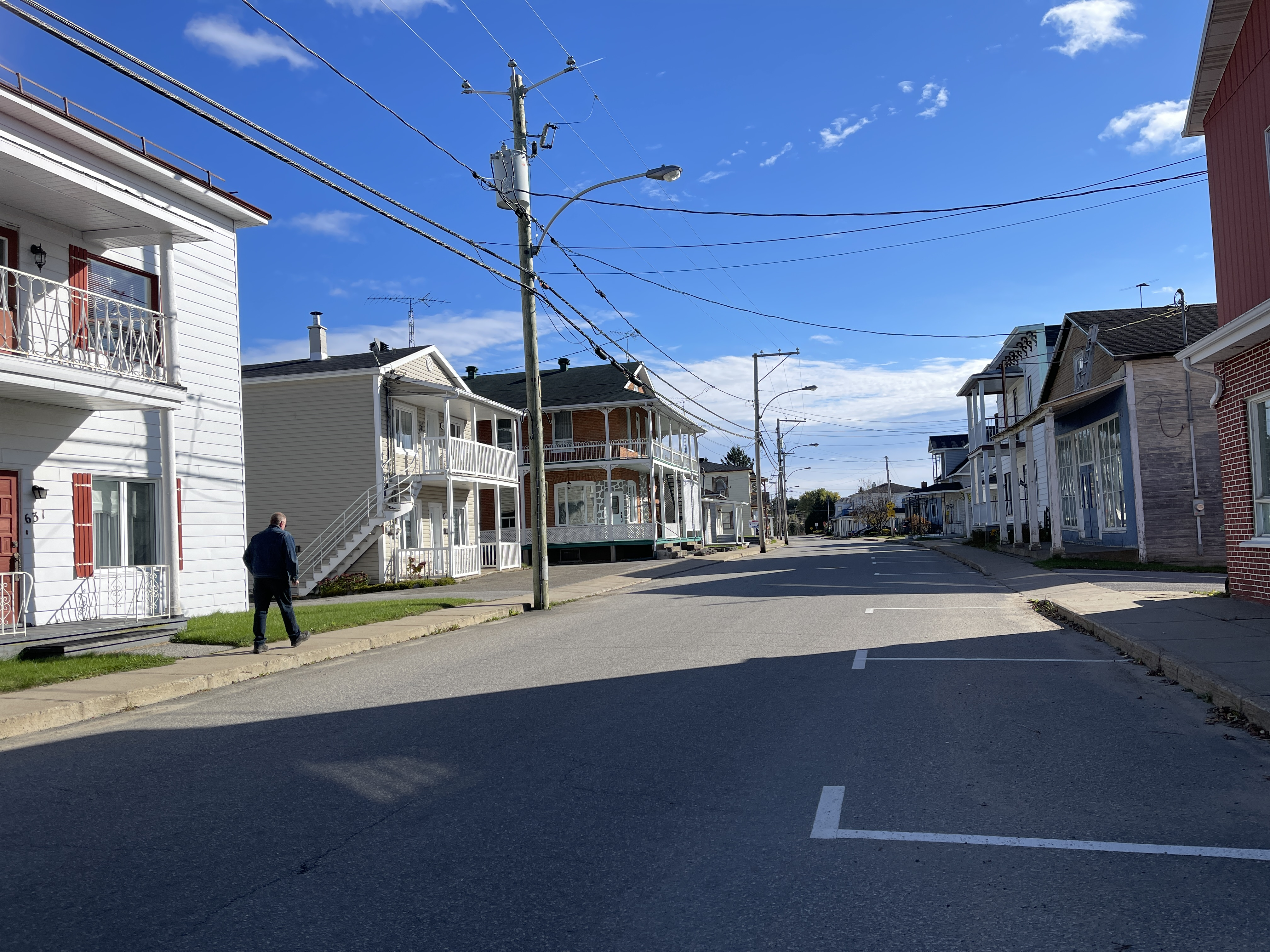
Rue Principale.

#### Publications historiques
- Thérèse Lafontaine, Vie municipale à Saint-Adelphe, Corporation municipale de Saint-Adelphe, 1991, 327 p.
- Thérèse Lafontaine, Le rang Saint-Joseph à Saint-Adelphe, 2012
- Société historique de Saint-Adelphe, Répertoire des baptêmes de la paroisse de Saint-Adelphe, Société historique de Saint-Adelphe, 1984
- Société historique de Saint-Adelphe, Répertoire des mariages de St-Adelphe, Société historique de Saint-Adelphe, 1984
- Société historique de Saint-Adelphe, Répertoire des sépultures de la paroisse de St-Adelphe, Société historique de Saint-Adelphe, 1984
- Gaétan Veillette et Jacques Thiffault, Histoire de Saint-Adelphe à travers sa vie scolaire, 1894-1969, Trois-Rivières, Éditions du Bien Public, 1978, 130 p.
- Ouvrage "Vie municipale à Saint-Adelphe 1891-1991", Thérèse Lafontaine-Cossette (coordonnatrice et rédactrice); recherchistes: Céline Perron et Jo-ann Simard; Lucie Leduc, secrétaire; Jo-ann Simard, dessins. Conception graphique: Publicité Paquet inc. Édité par la Corporation municipale de Saint-Adelphe.